# Christian Gottfried Boeckh

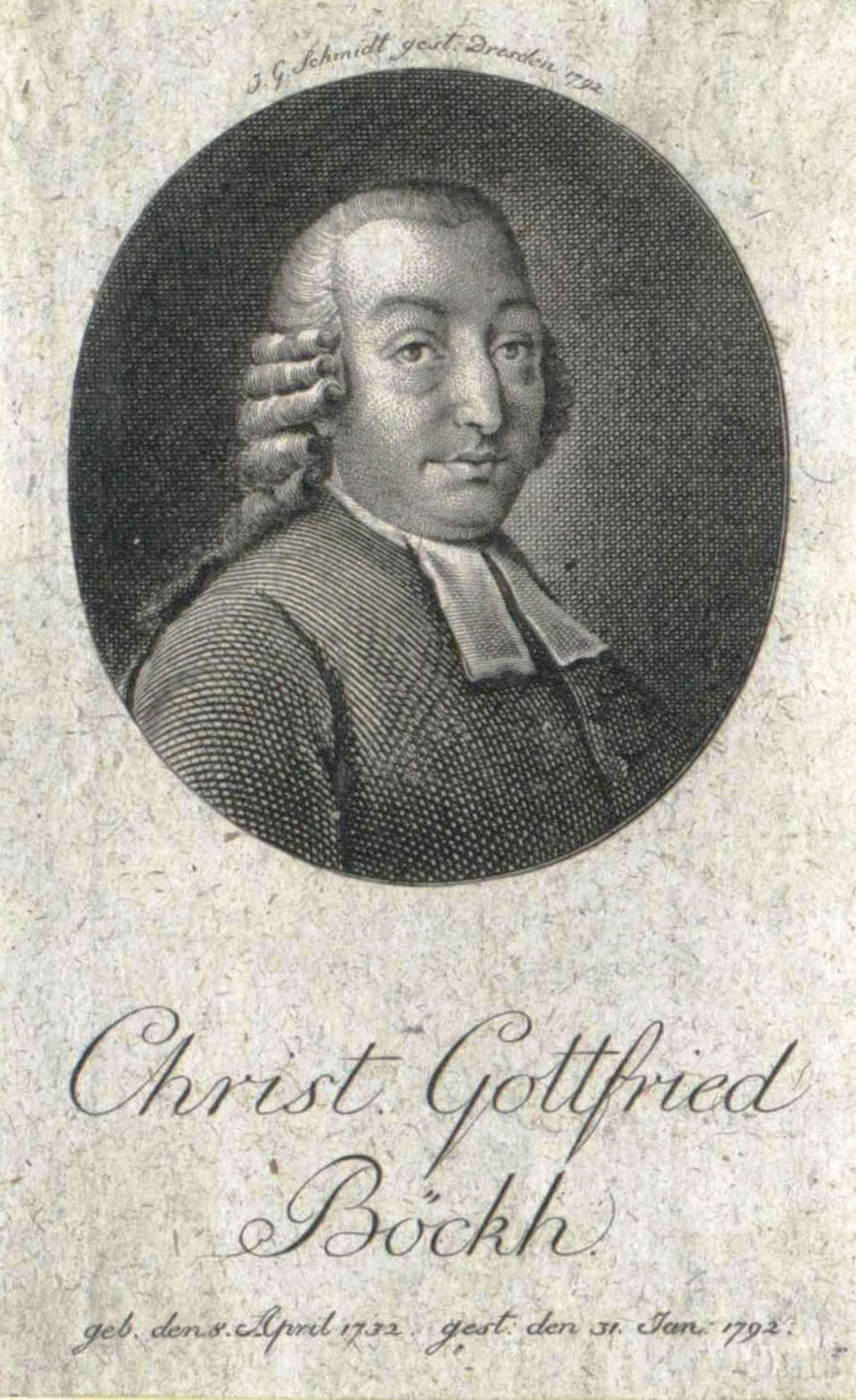
Christian Gottfried Boeckh. Stich von Johann Gottfried Schmidt (1792)

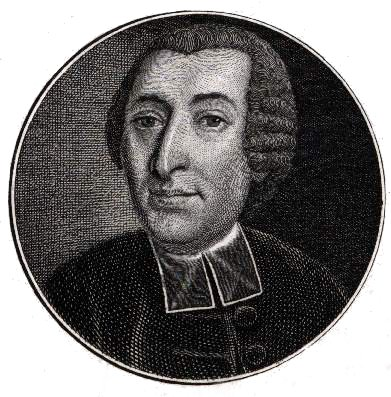
Christian Gottfried Boeckh
Kupferstich von Christoph Wilhelm Bock

Christian Gottfried Friedrich Boeckh, auch Böckh (* 8. April 1732 in Nähermemmingen bei Nördlingen, Bayern; † 31. Januar 1792 Nördlingen) war ein deutscher Pädagoge und Theologe, pädagogischer Schriftsteller und Herausgeber. Er war Spezialist für nordische Dichtung und Gründer der Zeitschrift Bragur.

## Leben
Er entstammte einer ratsbürgerlichen (um 1500) und evangelischen Theologenfamilie (ab 1650) in Nördlingen und war der Sohn des Pastors Christian Gottfried Böckh in Nähermemmingen. Er besuchte das Gymnasium in Nördlingen und studierte Theologie an der Universität Jena. Während der Studienjahre war er Mitglied der Deutschen Gesellschaft.
Anschließend war er ab 1756 zunächst Hauslehrer der jungen Herren von Hinkeldey in Wertheim, ab 1759 Konrektor des dortigen Gymnasiums und zugleich Pfarrer in Waldenhausen (heute Ortsteil von Wertheim). Ab 1762 war er Rektor des Pädagogiums in Esslingen am Neckar, des heutigen Georgii-Gymnasiums.
Ab 1772 war Boeckh zunächst Diakon, später Pfarrer und Archidiakon an der Hauptkirche in Nördlingen. Hier war er auch Mitarbeiter an der Allgemeinen Bibliothek für das Schul- und Erziehungswesen in Teutschland.
Boeckh war unter anderem Autor und Herausgeber verschiedener pädagogischer Schriften. Im Jahr 1778 hatte er den Plan, eine kritische Bibliothek für altdeutsche Literatur herauszugeben; 1791 gründete er gemeinsam mit Friedrich David Gräter in Leipzig die Zeitschrift Bragur, ein litterarisches Magazin der Deutschen und Nordischen Vorzeit, deren erste zwei Bände er noch mit herausgeben konnte.
Boeckh heiratete eine Schwester des Dichters und Komponisten Christian Friedrich Daniel Schubart. Sein jüngerer Bruder Matthäus war der Vater des klassischen Philologen August Boeckh (1775–1867).
Der Kupferstecher Christoph Wilhelm Bock fertigte im Jahr 1792 ein Bild von Boeckh.

## Werke (Auswahl)
- Gedanken bey dem Grabe eines Freundes. Verlag Johann Christian Vester, Halle in Schwaben 1757.
- Wochenschrift zum Besten der Erziehung der Jugend. Verlag Cotta, Stuttgart 1771/1772.
- Leben Gottfried Salzmann’s, Rectors zu Esslingen. Schwabach 1764.
- Allgemeine Bibliothek für das Schul- und Erziehungswesen in Deutschland, 11 Bände, Verlag Beck, Nördlingen 1773–1786 (Diazofiche-Edition: Georg Olms Verlag, Hildesheim 1992–1998).
- J.H. Jacobi, C.G. Boeckh: Die Geographie in Tabellen zum Gebrauch beym Unterricht. Zwei Abteilungen in einem Band. Verlag Cotta, Tübingen 1785.
- Bragur.Ein litterarisches Magazin der Deutschen und Nordischen Vorzeit. Verlag Gräff, Leipzig ab 1791.
- Der Rathgeber junger Leute beiderley Geschlechts. Zwei Bände, Verlag Gräff, Leipzig 1791.